# اچ‌ام‌اس بومرنگ (۱۸۸۹)
اچ‌ام‌اس بومرنگ (۱۸۸۹) (به انگلیسی: HMS Boomerang (1889)) یک کشتی بود که طول آن ۲۴۲ فوت (۷۴ متر) بود. این کشتی در سال ۱۸۸۹ ساخته شد.